# 希倫扎河
51°09′33″N 16°57′02″E / 51.1593°N 16.9505°E
希倫扎河是波蘭的河流，位於該國西部，處於下西里西亞省，屬於奧得河的左支流，河道全長79公里，流域面積972平方公里，流經斯萊扎山附近。